# Brachyscelio
Brachyscelio é um género de vespas pertencentes à família Platygastridae.
As espécies deste género podem ser encontradas na Europa.
Espécies:
- Brachyscelio cephalotes Brues, 1940
- Brachyscelio dubius Brues, 1940
- Brachyscelio grandiculus Kononova & Simutnik, 2015